# AMD Fusion

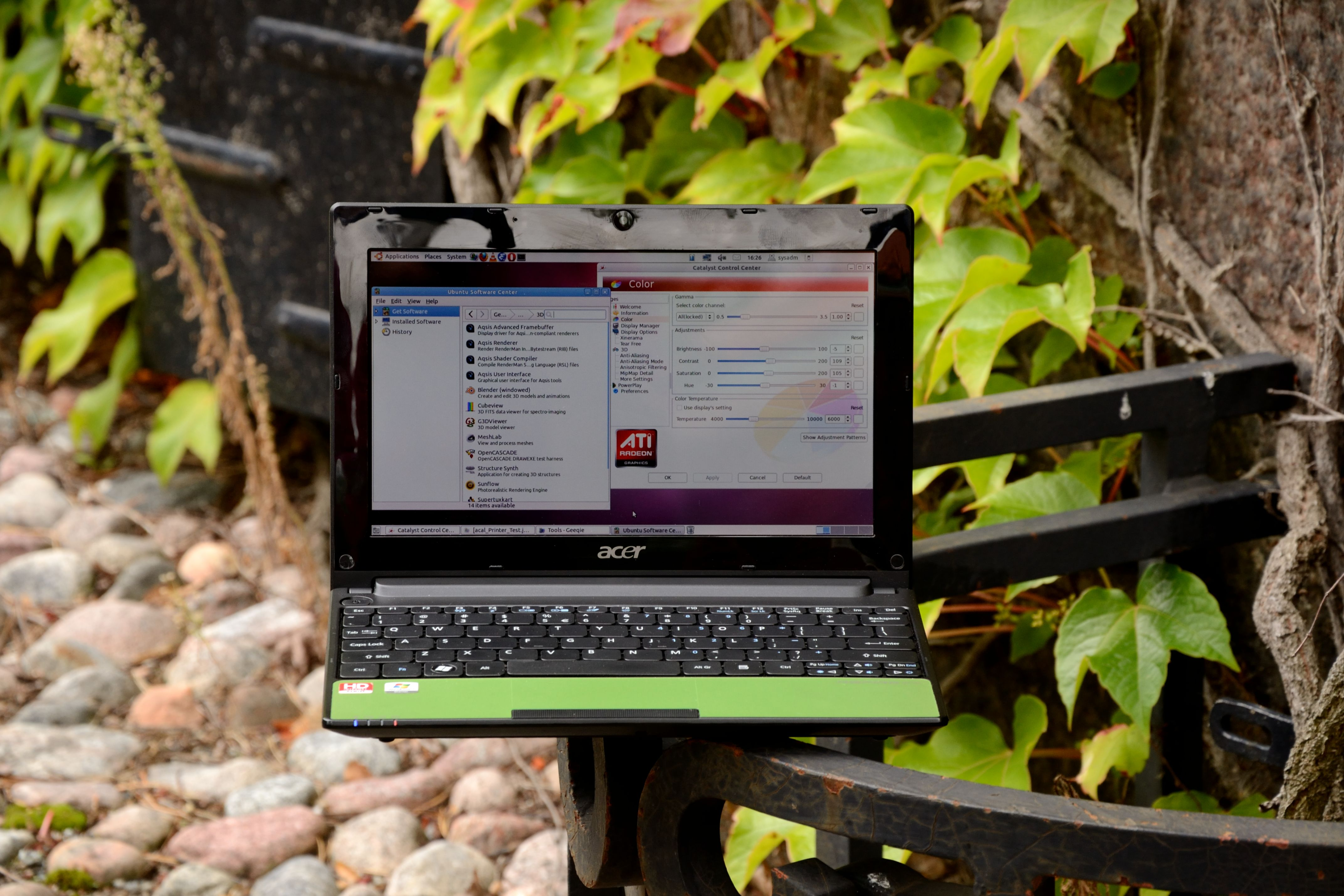
Netbook amb AMD Fusion C-50 - Acer Aspire One 522

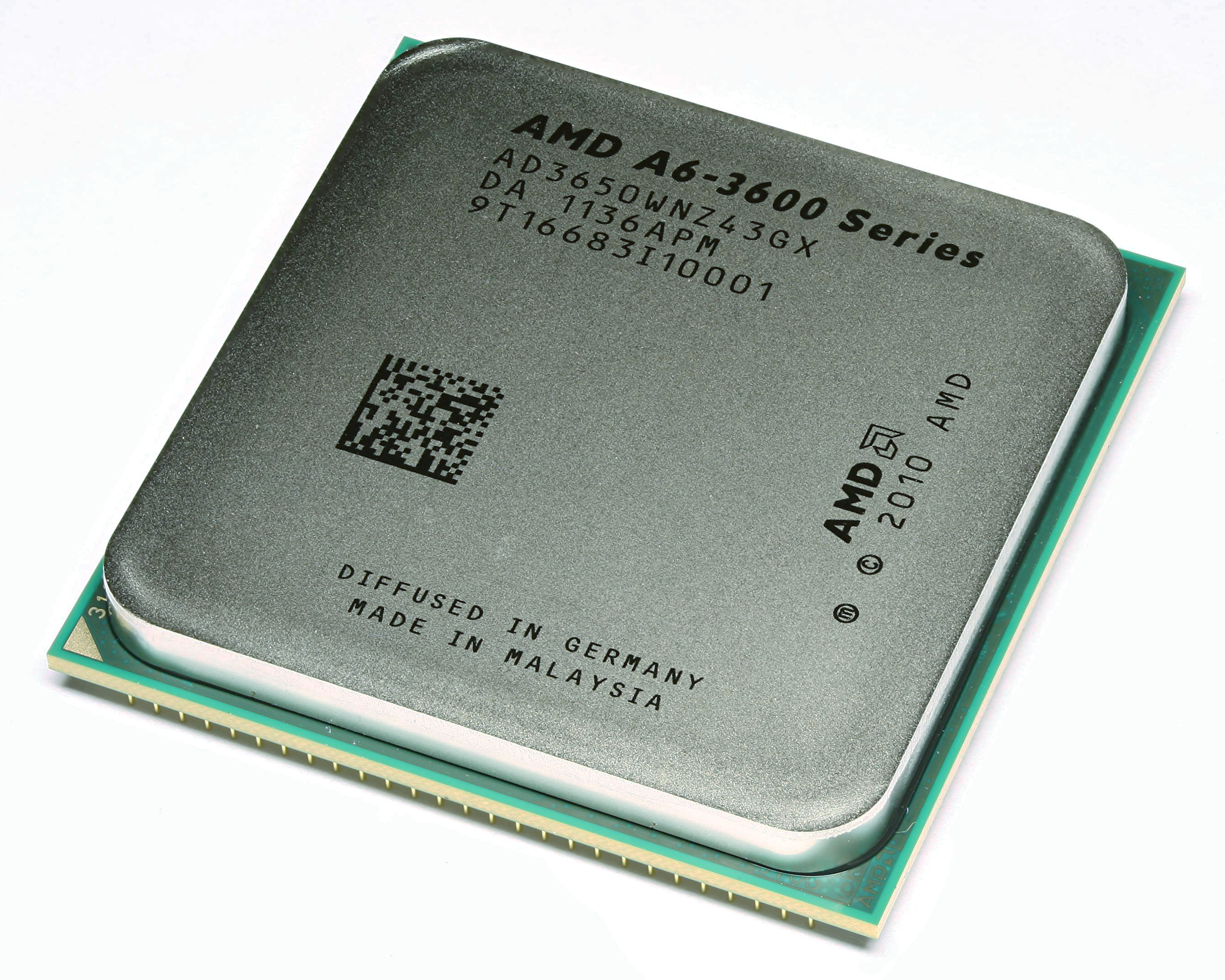
Un AMD Fusion A6-3650

AMD Fusion és la denominació comercial d'una família de microprocessadors d'AMD, que destaquen per integrar processadors multi-nucli amb potents gràfiques integrades en un sol circuit integrat. El destacat rendiment gràfic (per tractar-se d'una gràfica integrada) és resultant de la fusió amb ATI, especialitzada en processadors gràfics o GPUs. La principal novetat que aquesta gamma de processadors promet oferir és un sistema multicore heterogeni, amb nuclis de procés especialitzats per a cada tasca. És evident que una de les especialitzacions és el processament gràfic, la decodificació per hardware (MPEG2 o MP3, per exemple) i l'acceleració 2D i 3D.
Una de les promeses d'aquesta tecnologia és la reducció substancial de temps d'espera, donat que diversos components de l'ordinador es troben dins del mateix encapsulat, com ara el dispositiu gràfic i el processador principal. Això permetrà també reduir notablement el trànsit de dades sobre la placa base.
Competeix directament amb el futur Nethalem, un processador projectat per Intel, amb vuit nuclis i processador gràfic integrat.
El principal desafiament d'aquest processador és l'impacte que aquesta tecnologia tindrà en el desenvolupament d'aplicacions i en el disseny de plataformes a mida.

## Descripció tècnica i models
Les plataformes del 2011 integren CPU, GPU, Northbridge, PCIe, controlador de memòria RAM DDR3 i decodificador de vídeo al mateix circuit integrat. La CPU i la GPU estan aparellades i un controlador de memòria arbitra les peticions de memòria dels diversos processadors. La memòria física és fraccionada: fins a 512 MB + la memòria virtual per la GPU, la memòria restant + la virtual per la CPU. Les plataformes de 2012 permeten a la GPU accedir a la memòria de la CPU sense directament sens haver d'utilitzar cap driver.

### Platformes de 2011
| Plataforma                          | Sèrie                                   | Nom en clau | Estat              | Data de llançament | Procés de fabricació | Potència de disseny tèrmic | nuclis de la CPU           | Tipus de nuclis gràfics | Versió de DirectX | Versió d'OpenGL | Versió d'OpenCL |
| ----------------------------------- | --------------------------------------- | ----------- | ------------------ | ------------------ | -------------------- | -------------------------- | -------------------------- | ----------------------- | ----------------- | --------------- | --------------- |
| Brazos                              | Z-series                                | Desna       | Ja comercialitzada | June 2011          | 40 nm Bulk           | 6 W                        | 2 nuclis Bobcat            | Evergreen 80            | DirectX 11        | OpenGL 4.1      | OpenCL 1.1      |
| Brazos                              | C-series G-series                       | Ontario     | Ja comercialitzada | Q1 2011            | 40 nm Bulk           | 5.5–9 W                    | 1–2 nuclis Bobcat          | Evergreen 80            | DirectX 11        | OpenGL 4.1      | OpenCL 1.1      |
| Brazos                              | E-series G-series                       | Zacate      | Ja comercialitzada | Q1 2011            | 40 nm Bulk           | 18 W                       | 1–2 nuclis Bobcat          | Evergreen 80            | DirectX 11        | OpenGL 4.1      | OpenCL 1.1      |
| Lynx (escriptori) Sabine (portàtil) | A8-sèries A6-series A4-sèries E2-sèries | Llano       | Ja comercialitzada | Juny de 2011       | 32 nm SOI            | 25–100 W                   | 2–4 nuclis AMD K10 "Husky" | Evergreen 160-400       | DirectX 11        | OpenGL 4.1      | OpenCL 1.1      |

### Platformes de 2012
| Plataforma                          | Sèrie                                    | Nom en clau                  | Estat                                                           | Data de llançament | Procés de fabricació | Potència de disseny tèrmic  | nuclis de la CPU                           | Tipus de nuclis gràfics | Versió de DirectX | Versió d'OpenGL | Versió d'OpenCL |  |  |  |
| ----------------------------------- | ---------------------------------------- | ---------------------------- | --------------------------------------------------------------- | ------------------ | -------------------- | --------------------------- | ------------------------------------------ | ----------------------- | ----------------- | --------------- | --------------- |  |  |  |
| Brazos-T                            | Z-Series                                 | Hondo                        | En desenvolupament                                              | 1a meitat de 2012  | 40 nm Bulk           | <4.5 W                      | 2 nuclis Bobcat                            | Evergreen               | DirectX 11        | OpenGL 4.1      | OpenCL 1.1      |  |  |  |
|                                     | C-series G-series E-series               |                              | Cancel·lada                                                     | 1a meitat de 2012  | 28 nm Bulk           | 9 W                         | 1-2 nuclis Bobcat millorats                | Northern Islands        | DirectX 11        | OpenGL 4.1      | OpenCL 1.1      |  |  |  |
|                                     | C-series G-series E-series               | Cancel·lada                  | 1a meitat de 2012                                               | 28 nm Bulk         | 17W - 35W            | 2-4 nuclis Bobcat millorats | Northern Islands                           |                         | DirectX 11        | OpenGL 4.1      | OpenCL 1.1      |  |  |  |
| Brazos                              | E2-series                                | Brazos 2.0                   | Ja comercialitzada                                              |                    | 40 nm                | 18 W                        | 1-2 nuclis Bobca                           | 80                      | DirectX 11        | OpenGL 4.1      | OpenCL 1.1      |  |  |  |
| Virgo (escriptori) Comal (portàtil) | A10-series A8-series A6-series A4-series | Trinity Weatherford Richland | En desenvolupament (escriptori) / Ja comercialitzada (portàtil) | 15 de maig de 2012 | 32 nm SOI            | 17–100 W                    | 2-4 nuclis Enhanced Bulldozer "Piledriver" | Northern Islands        | DirectX 11        | OpenGL 4.1      | OpenCL 1.1      |  |  |  |